# Pseudopostega clavata
Pseudopostega clavata là một loài bướm đêm thuộc họ Opostegidae. Nó được miêu tả bởi Donald R. Davis và Jonas R. Stonis, 2007. Nó được tìm thấy ở tây nam Puerto Rico.
Chiều dài cánh trước là 2.2–2.6 mm. Con trưởng thành bay vào tháng 8.